# Kembs
Kembs [kɛms]  est une commune française située dans le département du Haut-Rhin et, depuis le 1er janvier 2021, dans le territoire de la Collectivité européenne d'Alsace, en région Grand Est.
Cette commune se trouve dans la région historique et culturelle d'Alsace.

## Géographie
La commune est située entre le Rhin à l'est et la forêt de la Hardt à l'ouest, à cheval sur la basse terrasse rhénane et la basse plaine. Elle est marquée par un talus d'un vingtaine de mètres de haut endiguant le grand canal d'Alsace.
Outre le bourg, la commune comprend des hameaux tels que Loechlé, Richardshaeuser ou Schaeferhof issus de l'ancienne commune de Neuweg supprimée en 1830.

### Environnement et hydrographie
Dans le cadre de la prolongation de la concession du barrage, de l'écluse et de la centrale principale en 2010 (concession désormais renouvelée jusqu'en 2035), EDF s'est engagé à mettre en œuvre plusieurs mesures compensatoires. Ceci a permis une opération de renaturation sur environ 100 hectares de l’île du Rhin, avec remise en eau d'un ancien bras du Rhin dit « le vieux Rhin » ainsi que la construction d'une centrale de restitution de 8,4 MW dite Centrale K et inaugurée à l'automne 2016.
Environ 60 millions d’euros et plus de cinq ans de chantier ont permis un inventaire de la biodiversité, le déplacement de plus de 380 000 m3 de déblais, la plantation de 150 000 plants, dans la réserve naturelle de la petite Camargue alsacienne ainsi que la construction de la nouvelle centrale.
Dans ce cadre, le débit réservé au Vieux Rhin est passé de 20 m3/s à 52 m3/s en hiver et jusqu’à 150 m3/s en été. Les apports naturels de graviers dans le Rhin se font à nouveau via une « érosion maîtrisée des berges complétée d'une injection de  matériaux graveleux dans le Rhin » et la trame verte et bleue bénéficie là de deux passes à poissons, nouvelles, ainsi que d'une « passe à castors ».

### Communes limitrophes
|            | Niffer  | Le Rhin                       |
| Dietwiller | Kembs   | Efringen-Kirchen ( Allemagne) |
| Sierentz   | Rosenau | Le Rhin                       |

### Hydrographie

#### Réseau hydrographique
La commune est dans le bassin versant du Rhin au sein du bassin Rhin-Meuse. Elle est drainée par le Grand canal d'Alsace, le Rhin, le canal de Neuf-Brisach, le ruisseau l'Augraben et le ruisseau de Rosenau,,.
Le Grand canal d'Alsace, d'une longueur de 93 km, prend sa source dans la commune de Schœnau et se jette  dans le Rhin à Erstein, après avoir traversé 31 communes. 
Le Rhin, long de 1 233 km est le plus long fleuve se déversant dans la mer du Nord et de l'une des voies navigables les plus fréquentées du monde. Il traverse la Suisse, l'Autriche, l'Allemagne et les Pays-Bas et marque la frontière entre l'Allemagne et la France. 
Le canal de Neuf-Brisach, d'une longueur de 35 km, est un canal, chenal non navigable qui relie la commune de Biesheim à Kunheim, où il se jette dans le canal du Rhône au Rhin. 
L'Augraben, d'une longueur de 23 km, prend sa source dans la commune de Hagenthal-le-Haut et se jette  dans le Grand canal d'Alsace sur la commune, après avoir traversé sept communes. 

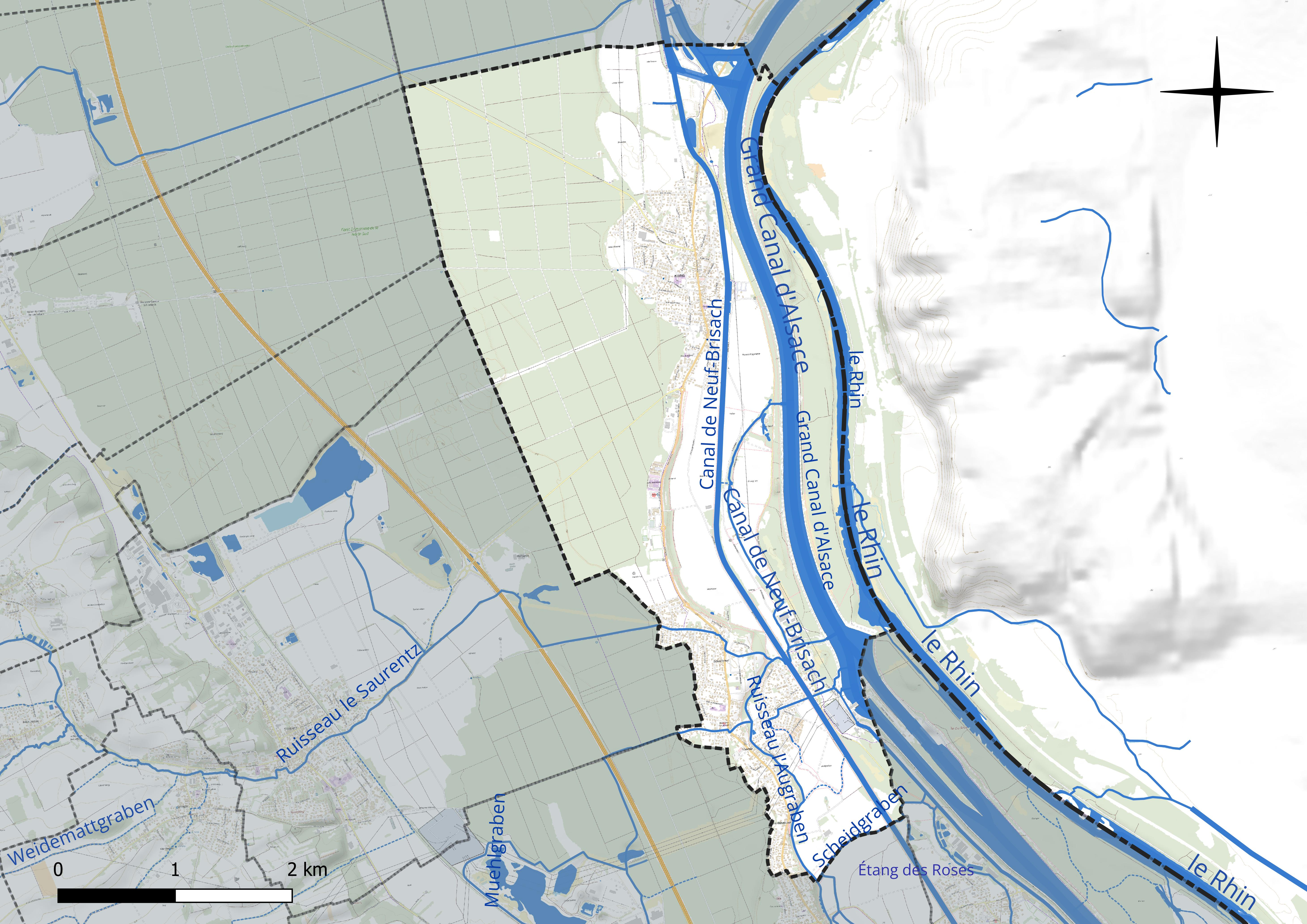
Réseau hydrographique de Kembs.

#### Gestion et qualité des eaux
Le territoire communal est couvert par le schéma d'aménagement et de gestion des eaux (SAGE) « Ill Nappe Rhin ». Ce document de planification concerne la nappe phréatique rhénane, les cours d'eau de la plaine d'Alsace et du piémont oriental du Sundgau, les canaux situés entre l'Ill et le Rhin et les zones humides de la plaine d'Alsace. Le périmètre s’étend sur 3 596 km2. Il a été approuvé le 17 janvier 2005. La structure porteuse de l'élaboration et de la mise en œuvre est la région Grand Est. 
La qualité des cours d’eau peut être consultée sur un site dédié géré par les agences de l’eau et l’Agence française pour la biodiversité. 

### Climat
Pour des articles plus généraux, voir Climat du Grand Est et Climat du Haut-Rhin.
En 2010, le climat de la commune est de type climat océanique altéré, selon une étude du Centre national de la recherche scientifique s'appuyant sur une série de données couvrant la période 1971-2000. En 2020, Météo-France publie une typologie des climats de la France métropolitaine dans laquelle la commune est exposée à un climat semi-continental et est dans la région climatique  Alsace, caractérisée par une pluviométrie faible, particulièrement en automne et en hiver, un été chaud et bien ensoleillé, une humidité de l’air basse au printemps et en été, des vents faibles et des brouillards fréquents en automne (25 à 30 jours). 
Pour la période 1971-2000, la température annuelle moyenne est de 10,4 °C, avec une amplitude thermique annuelle de 17,8 °C. Le cumul annuel moyen de précipitations est de 653 mm, avec 8,2 jours de précipitations en janvier et 9,3 jours en juillet. Pour la période 1991-2020, la température moyenne annuelle observée sur la station météorologique de Météo-France la plus proche, « Bâle-Mulhouse », sur la commune de Saint-Louis à 12 km à vol d'oiseau, est de 11,1 °C et le cumul annuel moyen de précipitations est de 764,3 mm. 
La température maximale relevée sur cette station est de 39,1 °C, atteinte le 13 août 2003 ; la température minimale est de −23,5 °C, atteinte le 6 janvier 1985,,. 
Les paramètres climatiques de la commune ont été estimés pour le milieu du siècle (2041-2070) selon différents scénarios d'émission de gaz à effet de serre à partir des nouvelles projections climatiques de référence DRIAS-2020. Ils sont consultables sur un site dédié publié par Météo-France en novembre 2022.

## Urbanisme

### Typologie
Au 1er janvier 2024, Kembs est catégorisée bourg rural, selon la nouvelle grille communale de densité à sept niveaux définie par l'Insee en 2022.
Elle appartient à l'unité urbaine de Kembs, une agglomération intra-départementale regroupant deux  communes, dont elle est ville-centre,,. Par ailleurs la commune fait partie de l'aire d'attraction de Bâle - Saint-Louis (partie française), dont elle est une commune de la couronne,. Cette aire, qui regroupe 94 communes, est catégorisée dans les aires de 200 000 à moins de 700 000 habitants,.

### Occupation des sols
L'occupation des sols de la commune, telle qu'elle ressort de la base de données européenne d’occupation biophysique des sols Corine Land Cover (CLC), est marquée par l'importance des forêts et milieux semi-naturels (48,6 % en 2018), une proportion sensiblement équivalente à celle de 1990 (49,2 %). La répartition détaillée en 2018 est la suivante : 
forêts (48,6 %), terres arables (26,4 %), zones urbanisées (15,8 %), eaux continentales (9,3 %). L'évolution de l’occupation des sols de la commune et de ses infrastructures peut être observée sur les différentes représentations cartographiques du territoire : la carte de Cassini (XVIIIe siècle), la carte d'état-major (1820-1866) et les cartes ou photos aériennes de l'IGN pour la période actuelle (1950 à aujourd'hui).

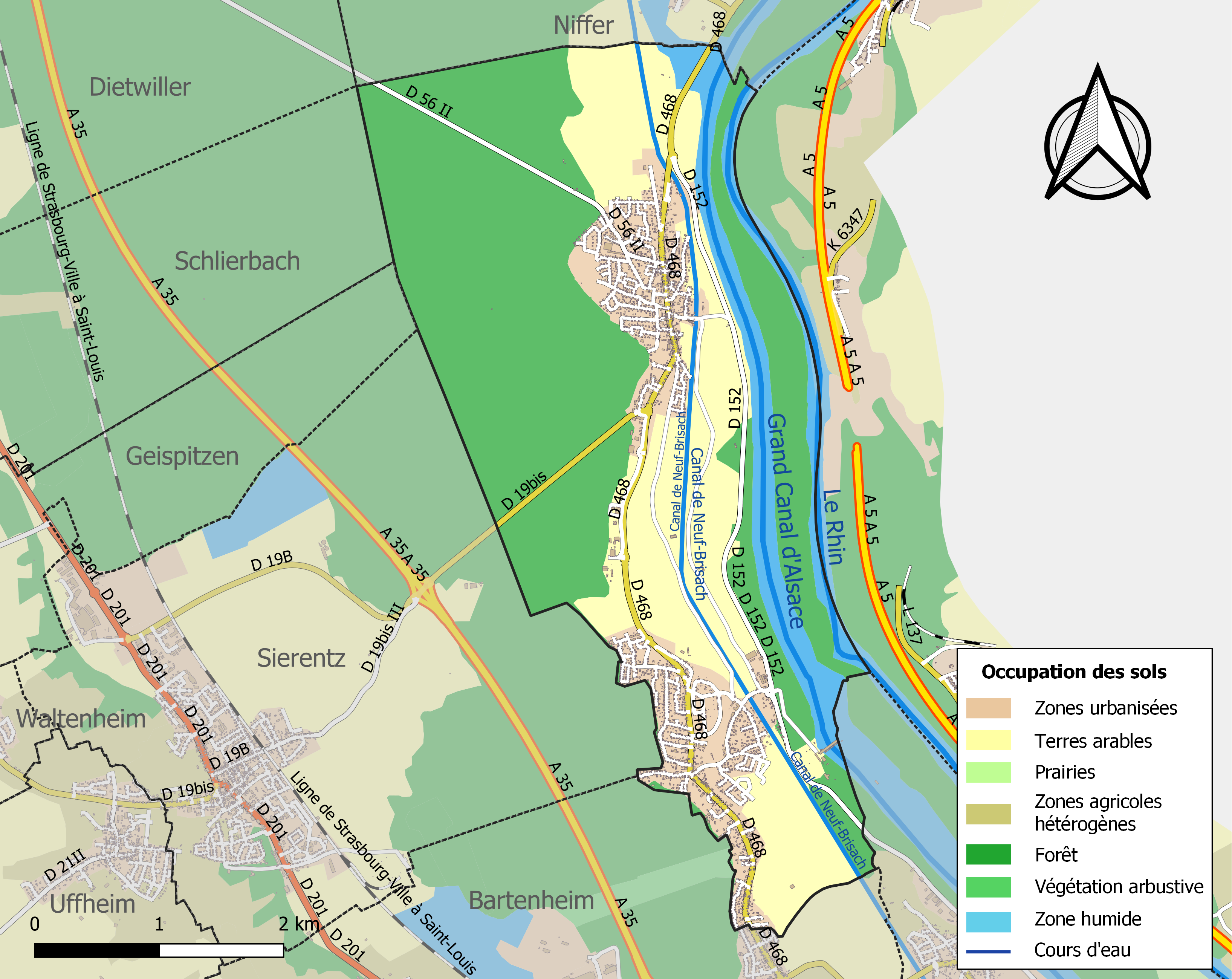
Carte des infrastructures et de l'occupation des sols de la commune en 2018 (CLC).

## Histoire
Connue depuis l'Antiquité, Kembs est située à l'intersection des antiques voies nord - sud et ouest - est se prolongeant au-delà du Rhin : Cambete figure sur la Table de Peutinger et sur l'Itinéraire d'Antonin. Au Ier siècle, le castel romain devint une résidence impériale puis, au IVe siècle, une forteresse importante. Lors de l'édification du grand canal d'Alsace en 1950, la découverte de vestiges d'une pile de pont en maçonnerie sur le Rhin datant du Ier siècle confirma cette importance.
En 2021, une nécropole de l'Antiquité tardive est exhumée dans la commune. Le chantier archéologique dévoile un enclos funéraire mérovingien et plusieurs centaines de tombes alamanes datées du Ve siècle. Identifiés par leurs fibules particulières, propres aux soldats germaniques, plusieurs des défunts de la nécropole de Cambete pourraient avoir appartenu aux forces auxiliaires qui appuyaient les légions romaines dans la défense de la frontière du Rhin.
Du Moyen Âge à la guerre de Trente Ans, Kembs était partagée entre les deux plus grands propriétaires d'alors : l'évêque et le prieuré Saint-Alban-de-Bâle. La paroisse et l'église ont été citées au XIIe siècle. Le village fut détruit et reconstruit à plusieurs reprises aux XIVe et XVe siècles. Agrandi à partir de 1550, il fut unifié après les destructions de la guerre de Trente Ans.
Le XVIIe siècle vit la création d'une liaison postale (en 1680) et l'installation d'une communauté juive.
En 1830, la commune absorba une partie du territoire de l'ancienne commune de la Chaussée ou Neuweg qui comprenait les lieux-dits Schaeferhof, Loechle et Richardshaeuser. Ces annexes avaient été créées sous Louis XIV le long de la voie nord - sud afin de desservir les redoutes et corps de garde construits le long du Rhin à partir de 1677, ouvrages dont il ne reste plus rien aujourd'hui.
Le canal de Huningue fut construit au XIXe siècle et rendu navigable en 1830.
De 1871 à 1918, en vertu du traité de Francfort, la commune est annexée par l'Empire allemand, comme toute l'Alsace-Lorraine, et devient Grosskems. Elle fait partie du Bezirk Oberelsass.
Le XXe siècle vit l'inauguration de l'usine hydroélectrique par le président Albert Lebrun en 1932, la destruction du lieu de culte juif entre 1918 et 1945 et la reconstruction de l'usine hydroélectrique entre 1946 et 1949.
Au cours de la Seconde Guerre mondiale, Kembs fut détruite aux deux-tiers. L'usine hydro-électrique fut sérieusement endommagée en 1940 puis en 1944. Le 10 décembre 1944 l'usine fut enlevée de haute lutte par des unités de la 9e DIC qui y anéantirent un bataillon ennemi.

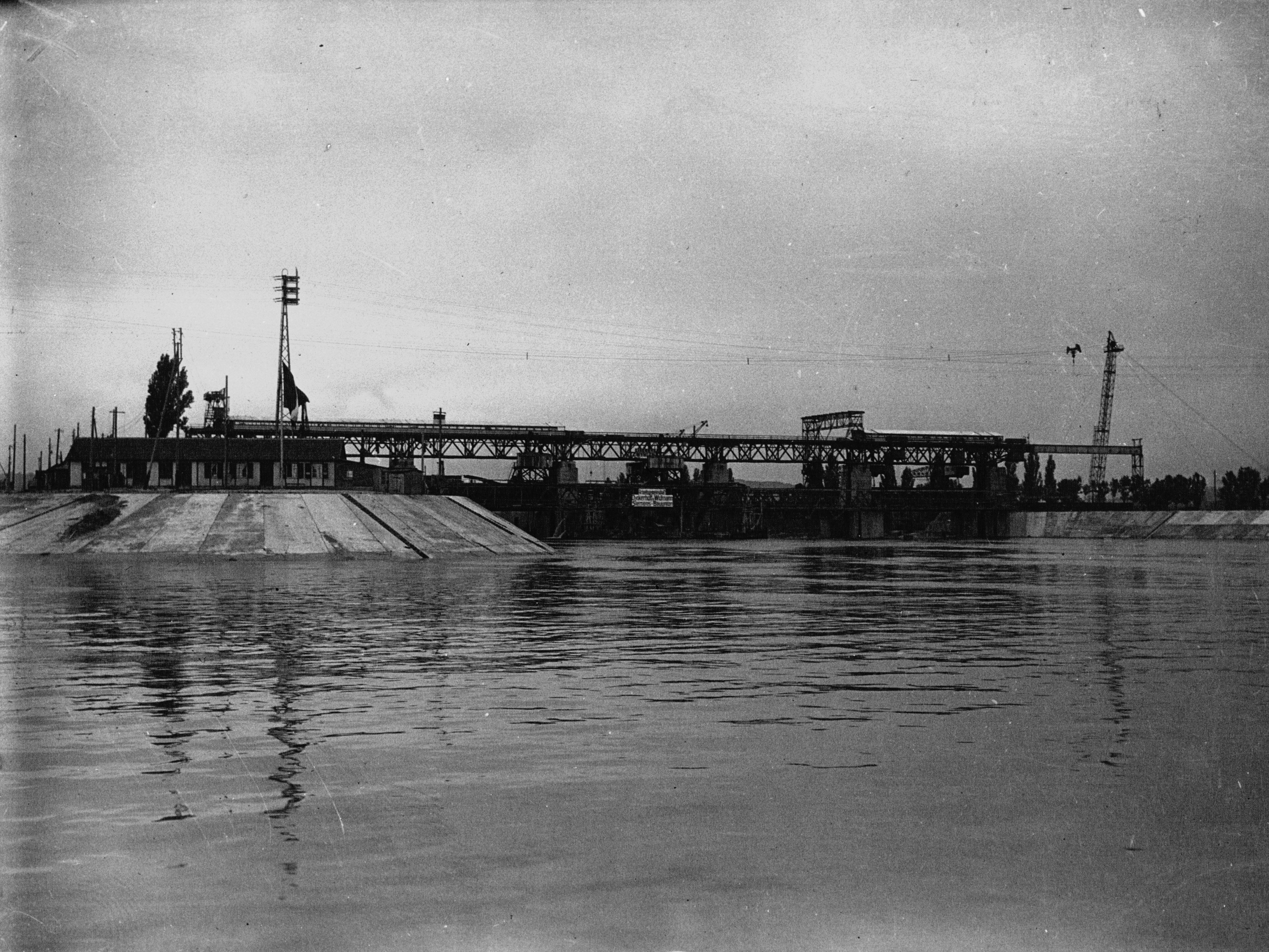
Vue générale (1932).
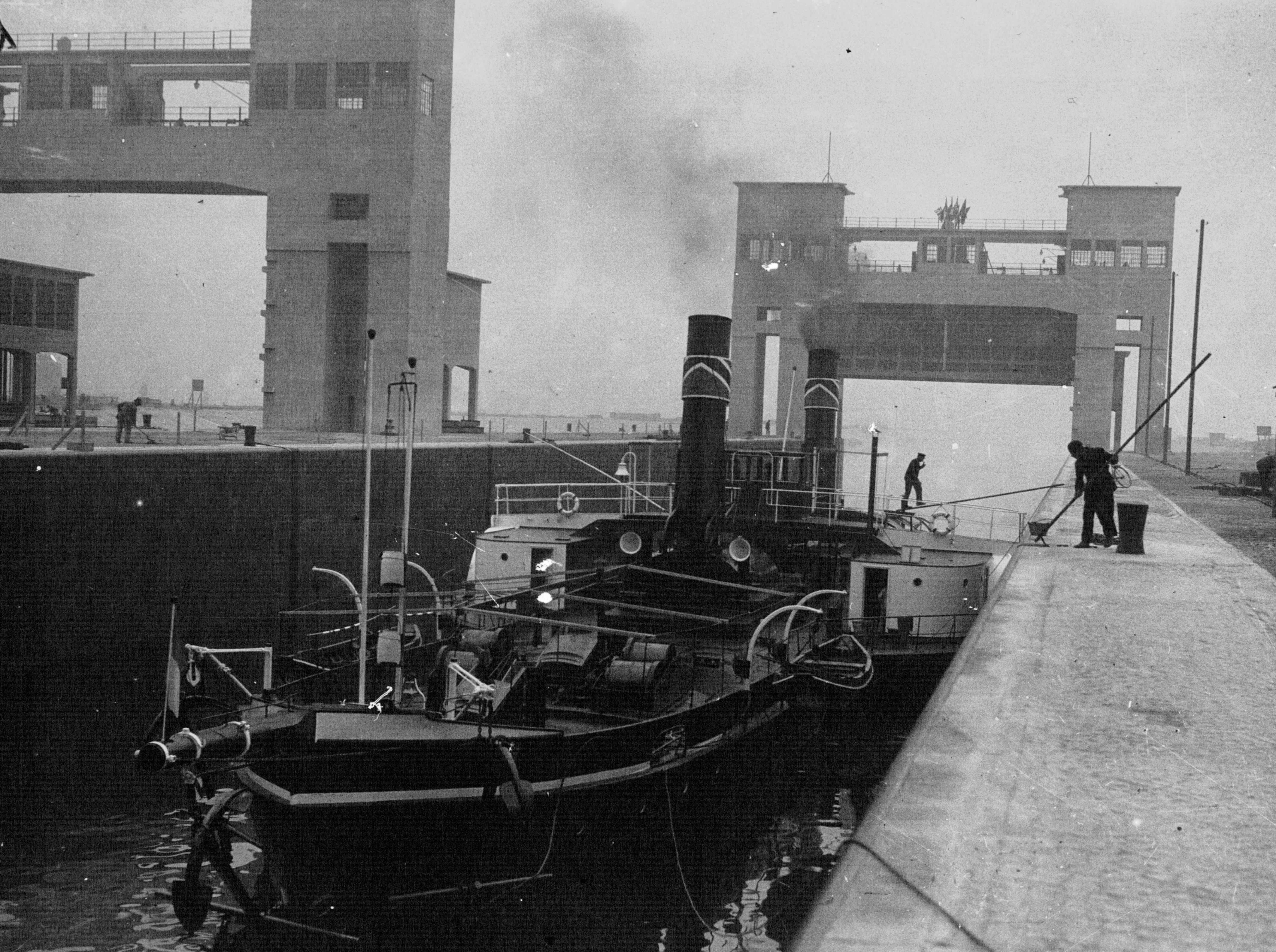
Vue générale (1932).
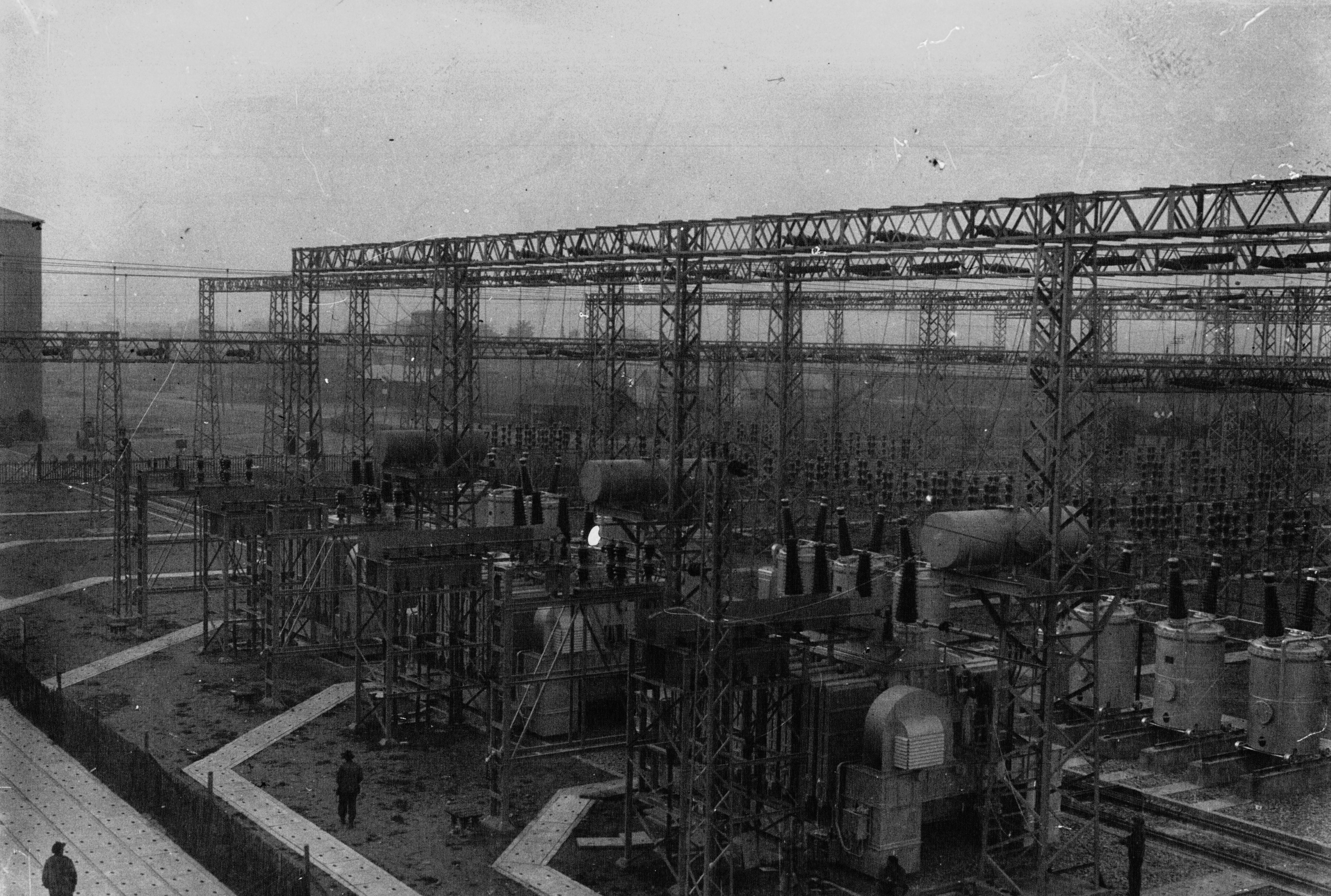
La force électrique des usines de Kembs (1932).
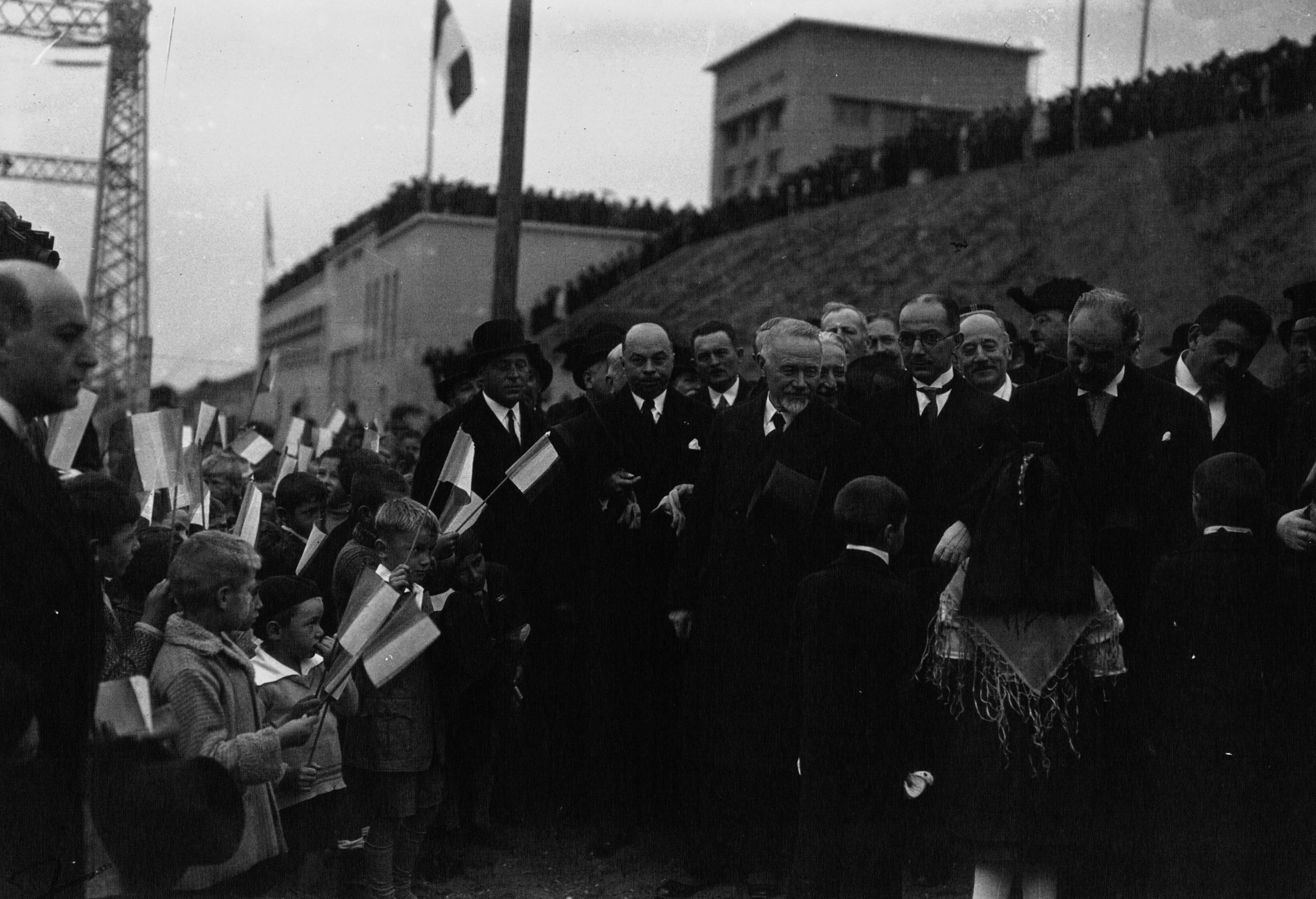
Jeunes Alsaciens lisant un compliment au Président (1932).

### Héraldique
| Armoiries de Kembs | Les armes de Kembs se blasonnent ainsi : « D'or au fer à cheval, ajourés du champ, accompagné des lettres majuscules G et K en chef, le tout de sable. » |

## Démographie
L'évolution du nombre d'habitants est connue à travers les recensements de la population effectués dans la commune depuis 1793. Pour les communes de moins de 10 000 habitants, une enquête de recensement portant sur toute la population est réalisée tous les cinq ans, les populations de référence des années intermédiaires étant quant à elles estimées par interpolation ou extrapolation. Pour la commune, le premier recensement exhaustif entrant dans le cadre du nouveau dispositif a été réalisé en 2005.

En 2022, la commune comptait 5 694 habitants, en évolution de +10,43 % par rapport à 2016 (Haut-Rhin : +0,66 %, France hors Mayotte : +2,11 %).
| 1793 | 1800 | 1806 | 1821  | 1831  | 1836  | 1841  | 1846  | 1851  |
| ---- | ---- | ---- | ----- | ----- | ----- | ----- | ----- | ----- |
| 745  | 615  | 909  | 1 048 | 1 269 | 1 349 | 1 318 | 1 481 | 1 479 |

| 1856  | 1861  | 1866  | 1871  | 1875  | 1880  | 1885  | 1890  | 1895  |
| ----- | ----- | ----- | ----- | ----- | ----- | ----- | ----- | ----- |
| 1 384 | 1 377 | 1 377 | 1 168 | 1 194 | 1 261 | 1 271 | 1 238 | 1 154 |

| 1900  | 1905  | 1910  | 1921  | 1926  | 1931  | 1936  | 1946  | 1954  |
| ----- | ----- | ----- | ----- | ----- | ----- | ----- | ----- | ----- |
| 1 125 | 1 131 | 1 116 | 1 147 | 1 061 | 3 363 | 1 676 | 1 425 | 1 600 |

| 1962  | 1968  | 1975  | 1982  | 1990  | 1999  | 2005  | 2006  | 2010  |
| ----- | ----- | ----- | ----- | ----- | ----- | ----- | ----- | ----- |
| 1 703 | 2 009 | 2 211 | 2 575 | 3 016 | 3 739 | 4 139 | 4 210 | 4 514 |

| 2015  | 2020  | 2022  | - | - | - | - | - | - |
| ----- | ----- | ----- | - | - | - | - | - | - |
| 5 106 | 5 617 | 5 694 | - | - | - | - | - | - |

Le pic observé autour de 1930 correspond à l'arrivée massive d’ouvriers pour le chantier du grand canal d'Alsace: les excavations, ainsi que la construction de la première usine hydroélectrique et des écluses de ce canal (situées sur la commune) ont duré de 1928 à 1932.

## Lieux et monuments
- La réserve naturelle de la petite Camargue alsacienne.
- La première centrale hydroélectrique[34] et l'écluse de Kembs-Niffer[35], la première écluse du grand canal d'Alsace[36].
- L'église Notre-Dame-de-la-Maternité à Loechlé (XXe siècle)[37].
- L'ancien relais de poste (XVIIIe siècle)[38].
- L'église paroissiale Saint-Jean-Baptiste (XVIIIe siècle)[39].

## Enseignement
Kembs dispose de quatre écoles : l'école élémentaire Jean Monnet et l'école maternelle Les Lutins à Kembs village ; l'école élémentaire Léonard de Vinci et l'école maternelle Paul Klee à Kembs Loechlé.

## Jumelages
D'après le site officiel de Kembs :
- Étaules, département de la Charente-Maritime (France) ;
- Lencouacq, département des Landes (France).

## Galerie de photos

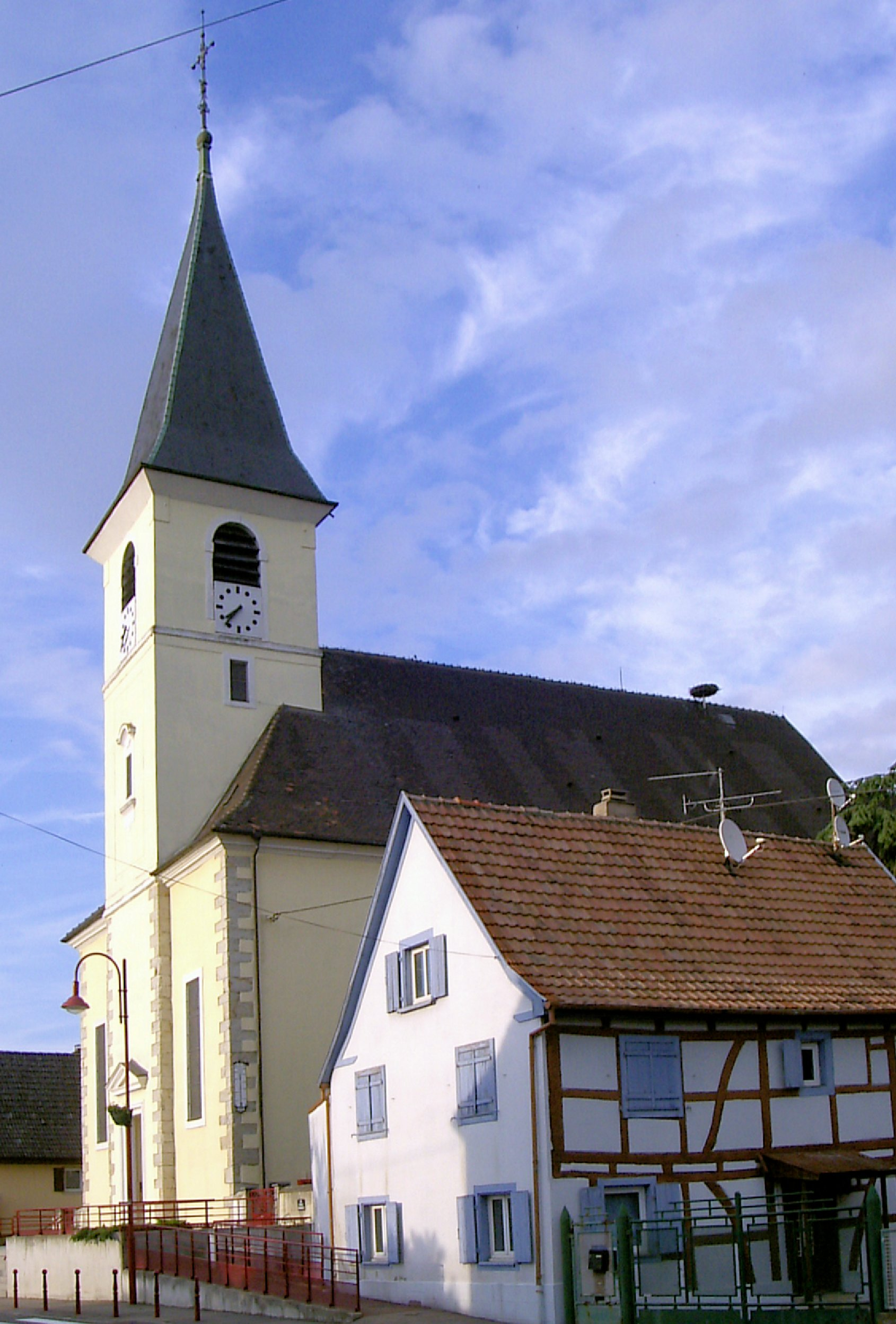
L'église Saint-Jean-Baptiste.
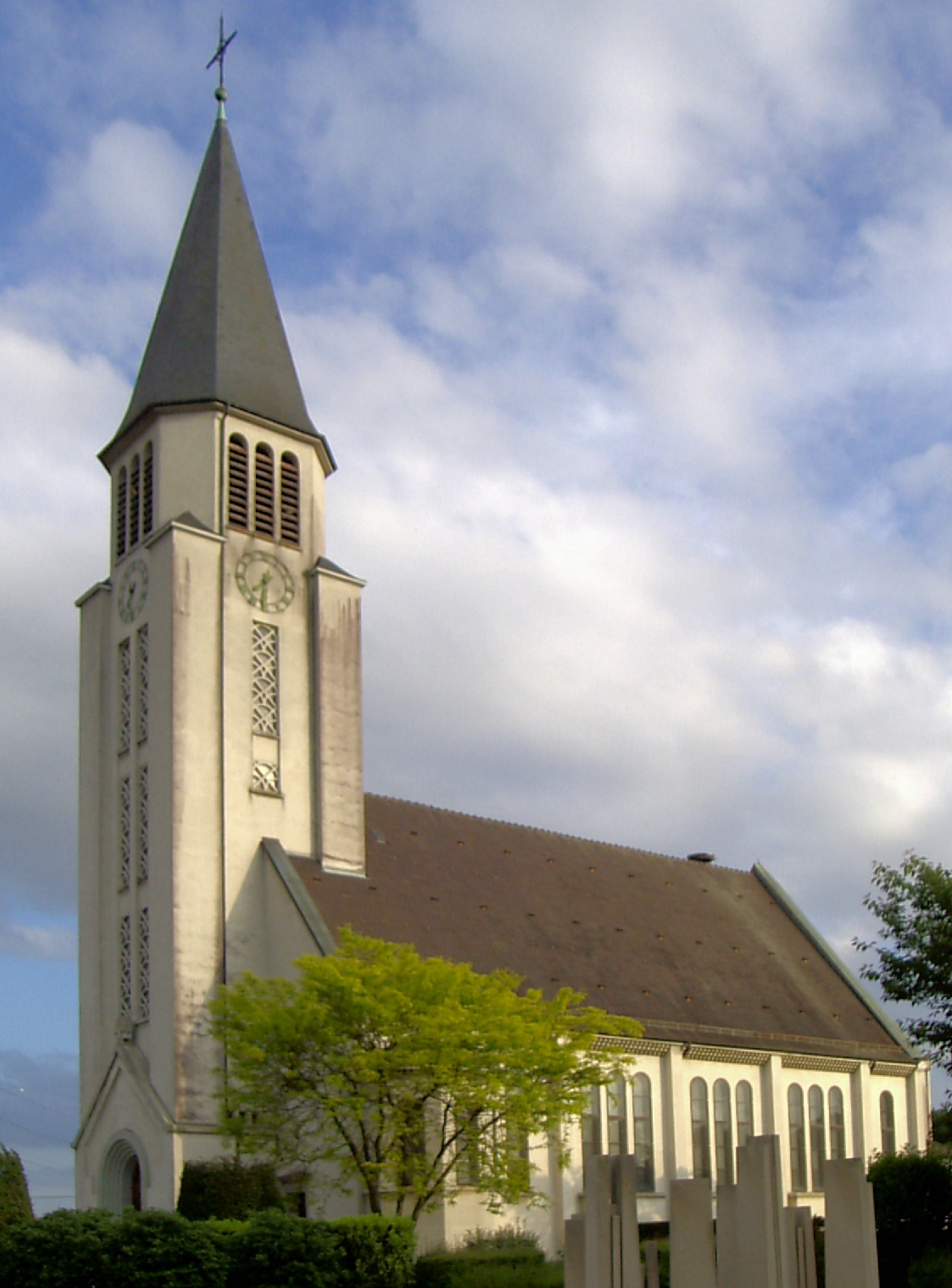
L'église Notre-Dame-de-la-Maternité à Loechlé.
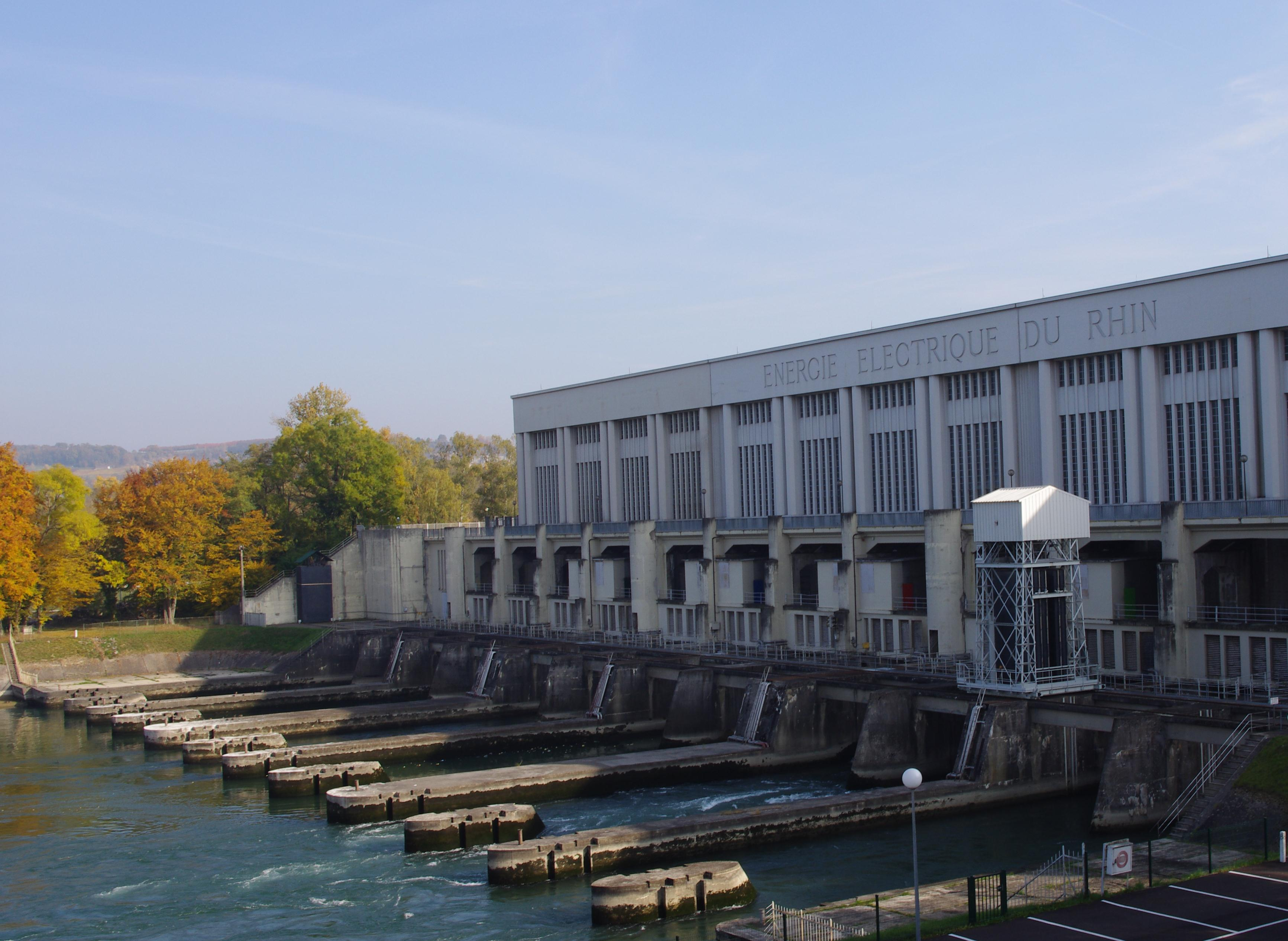
L'usine hydro-électrique.
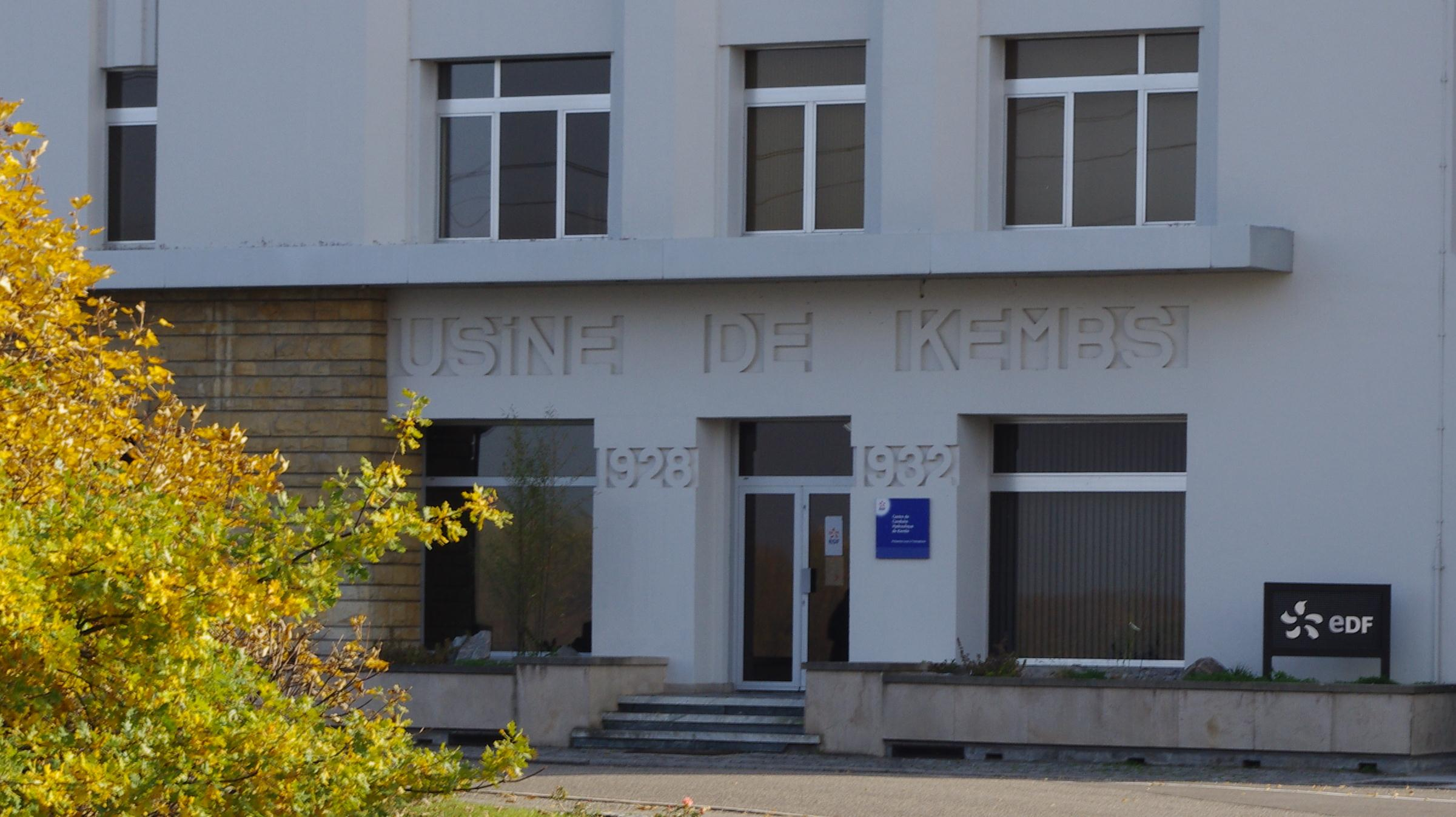
Entrée de l'usine EDF de Kembs.

## Personnalités liées à la commune
- Lors du traité de Versailles en 1919, la France se voit attribuer le droit d'exploiter le Rhin pour produire de l'électricité. L'ingénieur René Koechlin construisit la centrale de Kembs et l'écluse attenante entre 1928 et 1932. Les 6 turbines produisent en moyenne 920 GWh par an, pour une puissance installée d'environ 150 MW. Les éclusiers sont des agents assermentés salariés d'EDF[40]. La centrale d'origine détruite pendant la Seconde Guerre mondiale a été reconstruite après-guerre. Elle représentait alors environ 5 % de la production électrique du pays (archive INA).